# Hintere Dick-Eisenbolz
Koordinaten: 50° 12′ 11″ N, 7° 36′ 54″ O

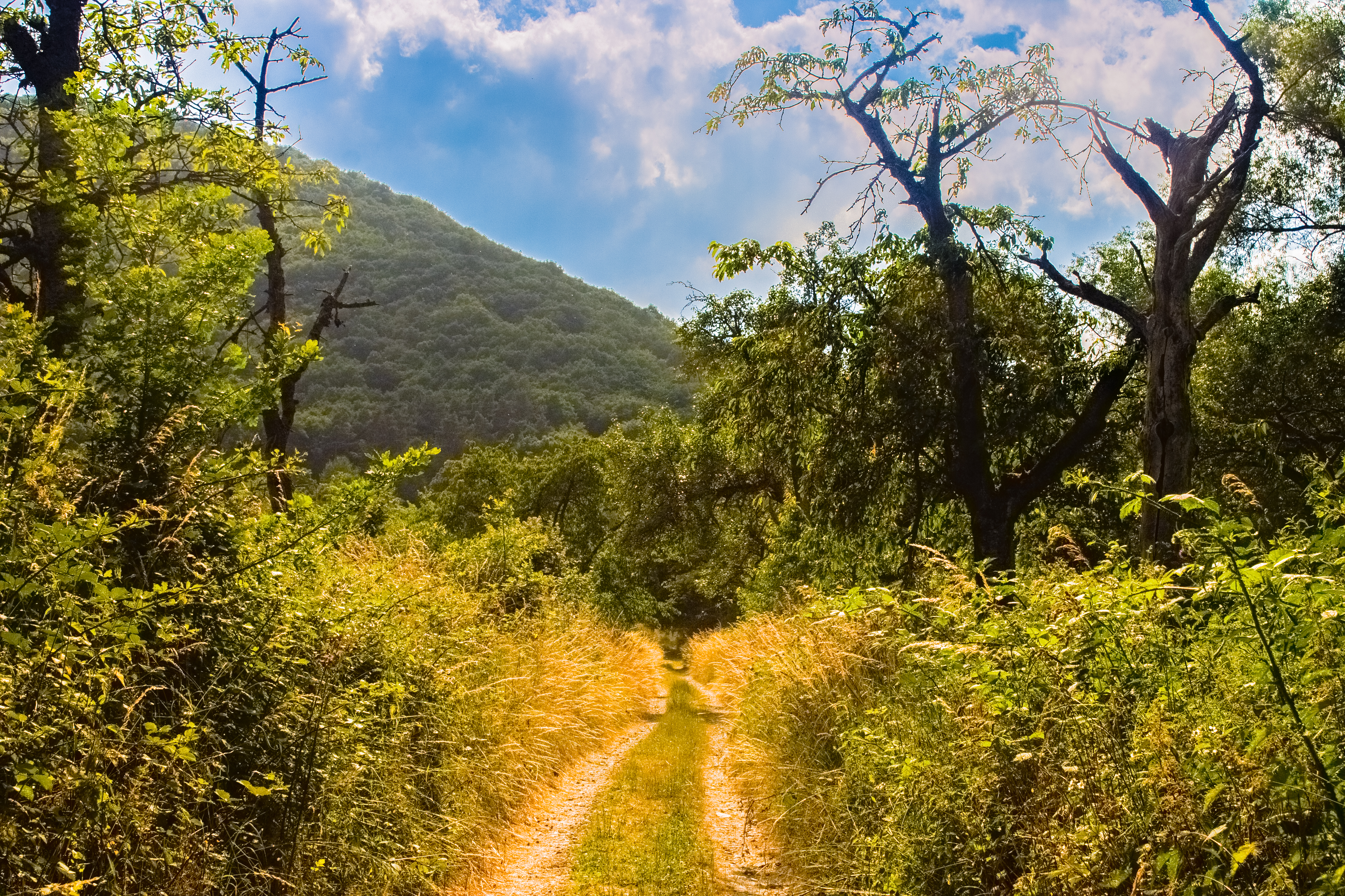
Naturschutzgebiet Hintere Dick-Eisenbolz (2014)

Das Naturschutzgebiet Hintere Dick-Eisenbolz liegt im Rhein-Hunsrück-Kreis in Rheinland-Pfalz. Das 54,63 ha große Gebiet, das im Jahr 1998 unter Naturschutz gestellt wurde, erstreckt sich westlich von Bad Salzig, einem Ortsbezirk der Stadt Boppard. Unweit südlich fließt der Salziger Bach. Durch das Gebiet hindurch verläuft die Landesstraße L 212, östlich fließt der Rhein.
Schutzzweck ist die Erhaltung und Entwicklung der Streuobstbestände und -wiesen
- als Lebensraum seltener, in ihrem Bestand bedrohter Pflanzen- und Tierarten und der entsprechenden Lebensgemeinschaften und
- wegen ihrer landschaftsbestimmenden und ortsbildprägenden Eigenart.

Im Jahr 2023 wurde eine Studie von Martin Sorg veröffentlicht, die aufzeigte, dass das Schutzgebiet zu diesem Zeitpunkt im deutschlandweiten Vergleich die vermutlich höchste aktuell bekannte Insektendiversität habe.